# František Skyva
František Skyva (19. února 1929, Smižany – 12. února 2010) byl slovenský fotbalista a fotbalový trenér. Působil jako pedagog na univerzitě v Nitře. Jeho starším bratrem byl fotbalista a trenér Vojtech Skyva.

## Fotbalová kariéra
V československé lize hrál za Sokol NV Bratislava. Dal 14 ligových gólů. Se Sokolem NV Bratislava získal v letech 1950 a 1951 mistrovský titul.

### Prvoligová bilance
| Ročník                                     | Zápasy | Góly | Klub                |
| ------------------------------------------ | ------ | ---- | ------------------- |
| Celostátní československé mistrovství 1950 | -      | 7    | Sokol NV Bratislava |
| Mistrovství československé republiky 1951  | -      | 7    | Sokol NV Bratislava |
| Mistrovství československé republiky 1952  | -      | 0    | NV Bratislava       |
| CELKEM                                     | -      | 14   |                     |

## Trenérská kariéra
- 1961/62 ČH Bratislava
- 1962/63 Slovnaft Bratislava
- 1971/72 Inter Slovnaft Bratislava
- 1978/79 TJ Plastika Nitra
- 1979/80 TJ Plastika Nitra
- 1980/81 TJ Plastika Nitra
- 1981/82 TJ Plastika Nitra
- 1982 TJ Plastika Nitra
- 1983 ZŤS Košice
- 1983 ZŤS Košice
- 1984 Slovan Agro Levice
- 1984/85 Slovan Agro Levice
- 1988/89 Baník Prievidza
- 1989 Baník Prievidza